# ヴィアックス
株式会社ヴィアックスは、東京都に本社をおくダイレクトマーケティング事業および図書館関連事業を行う企業。

## 沿革
- 1973年（昭和48年）8月 - ダイレクトメールの企画・制作・発送を一括して代行する日本メール株式会社として設立される[2]。
- 1991年（平成3年）10月 - コーポレートアイデンティティ実施に伴い、社名を株式会社ヴィアックスと改称する[2]。
- 2002年（平成14年）9月 - 図書館事業参入に伴い、東京都文京区に図書館事業本部を設置する[2]。
- 2003年（平成15年）4月 - 公立図書館業務受託開始[2]。
- 2007年（平成19年）4月 - 千代田区立図書館および大田区下丸子図書館の両館において指定管理者を受託し、同事業を開始する[2]。